# 이천향교
이천향교(利川鄕校)는 대한민국 경기도 이천시 전동 336번지 망현산(아리산, 또는 위후산) 밑에 위치하고 있는 조선 시대의 향교이다. 1983년 9월 19일 경기도의 문화재자료 제22호로 지정되었다.

## 개요
향교는 공자와 여러 성현께 제사를 지내고 지방민의 교육과 교화를 위해 나라에서 세운 교육기관이다.
이천향교는 조선 태종 원년(1401)에 처음 지었으나, 지금 있는 건물들은 조선 후기에 수리한 것이다．특히 동무는 1967년, 서무는 1980년에 새로 지었고 1991년과 1993년에는 명륜당과 담장을 수리하였다.
지대가 높은 뒤쪽에 제사 공간인 대성전과 동무·서무가 있고, 앞쪽에 교육 공간인 명륜당이 있어 전학후묘의 배치를 따르고 있다.
대성전은 앞면 3칸·옆면 2칸 반의 규모로，지붕은 옆면에서 볼 때 사람 인(人)자 모양인 맞배지붕이다. 지붕 처마를 받치기 위해 장식하여 만든 공포는 새 부리 모양으로 장식한 익공 양식이다. 대성전 내부에는 공자를 비롯한 중국과 우리나라 성현들의 위패를 모시고 있다.
대성전 앞쪽 좌우에 있는 동무와 서무는 각각 앞면 3칸·옆면 1칸 크기의 맞배지붕으로, 형태와 구조가 서로 비슷하다.
학생들이 모여 공부하는 강당인 명륜당은 앞면 3칸·옆면 2칸 규모이며, 지붕은 맞배지붕으로 꾸몄다.
조선시대에는 나라에서 토지와 노비·책 등을 지원받아 학생을 가르쳤으나, 지금은 교육 기능은 없어지고 제사 기능만 남아 있다. 주변 지형의 구조를 적절히 이용한 배치가 돋보이는 조선 후기 향교이다．

## 연혁
《신증동국여지승람》에 실린 권근의 기문(1403년작)에 따르면, 고려 창왕 1년(1389년)에 감무(監務) 이우(李愚)가 처음 안흥정사(安興精舍)라는 절에 생도를 모으고 학장(學長)을 두어 가르쳤으나, 미처 향교가 세워지지는 않았다.
조선 태종(太宗) 2년(1402년)에 감무 변인달(邊仁達)이 "중의 집을 학교로 만들 수는 없다"고 하여, 곧 읍내 서북쪽 1리쯤 되는 가까운 곳에 친히 스스로 터를 잡아 두 물이 합류하는 경내에 터를 잡아, 7월에 공사를 시작하여 한 달만에 완성하고 상정(上丁) 상순에 드는 정일(丁日))에 석전(釋奠)의 예를 행하였다.
현재의 규모는 대성전이 겹처마 맞배집 형태로 58.87m2이며, 동(동무)와 서(서무)가 각각 12.83m2로 되어 있고 이들을 둘러싼 담장과 문으로 되어 있으며, 문 왼편 밑으로 홑처마 맞배집 형태의 명륜당은 37.65m2의 규모이며 1998년 60.18m2의 관리사를 개축하였다.